# Tipula rufoabdominalis
Tipula rufoabdominalis är en tvåvingeart som beskrevs av Alexander 1927. Tipula rufoabdominalis ingår i släktet Tipula och familjen storharkrankar. Inga underarter finns listade i Catalogue of Life.